# Comissão de Fronteira Afegã
A Comissão de Fronteira Afegã ou Comissão de Fronteira Conjunta Anglo-Russa foi um esforço conjunto da Grã-Bretanha e do Império Russo para determinar a fronteira norte do Afeganistão. A Comissão de Fronteira viajou e documentou a área da fronteira norte durante 1884, 1885, e 1886. 
Sem consultar os afegãos no assunto, entre 1885 e 1888, a Comissão de Fronteiras concordou que os russos abandonariam o território mais distante capturado em seus avanços militares, mas reteriam Panjdeh. O acordo delineou uma fronteira permanente do norte do Afeganistão no Amu Darya, com a perda de uma grande quantidade de território, especialmente em torno de Panjdeh. 
Uma série de cartas compiladas por Charles Edward Yate "descreve a estadia da Comissão Britânica em torno de Herat durante o verão de 1885; a reunião subsequente das comissões conjuntas britânicas e russas em novembro daquele ano e o progresso da demarcação da fronteira até o momento de sua separação em setembro de 1886, o retorno da Comissão Britânica através de Cabul à Índia em outubro de 1886, as negociações em São Petersburgo durante o verão de 1887, o acordo final e a demarcação da fronteira durante o inverno de 1887 e o retorno ao território russo Trans-Cáspio em fevereiro de 1888".